# Delias harpalyce
De Delias harpalyce (Engels: Imperial White) is een dagvlinder uit de familie witjes, Pieridae.
De spanwijdte van de Delias aganippe bedraagt tussen de 60 en 70 millimeter. De vleugels van de mannelijke vlinders zijn aan de bovenzijde groengeel met zwart en bij de vrouwtjes grijswit met zwart. De onderzijde van beide seksen is zwart met rode en oranje-gele vlekken.
De vlinder komt voor op het Australische continent. De waardplanten van de rupsen komen uit de geslachten Amyema, Muellerina en Dendrophthoe.